# ایرانیان در امپراتوری گورکانی

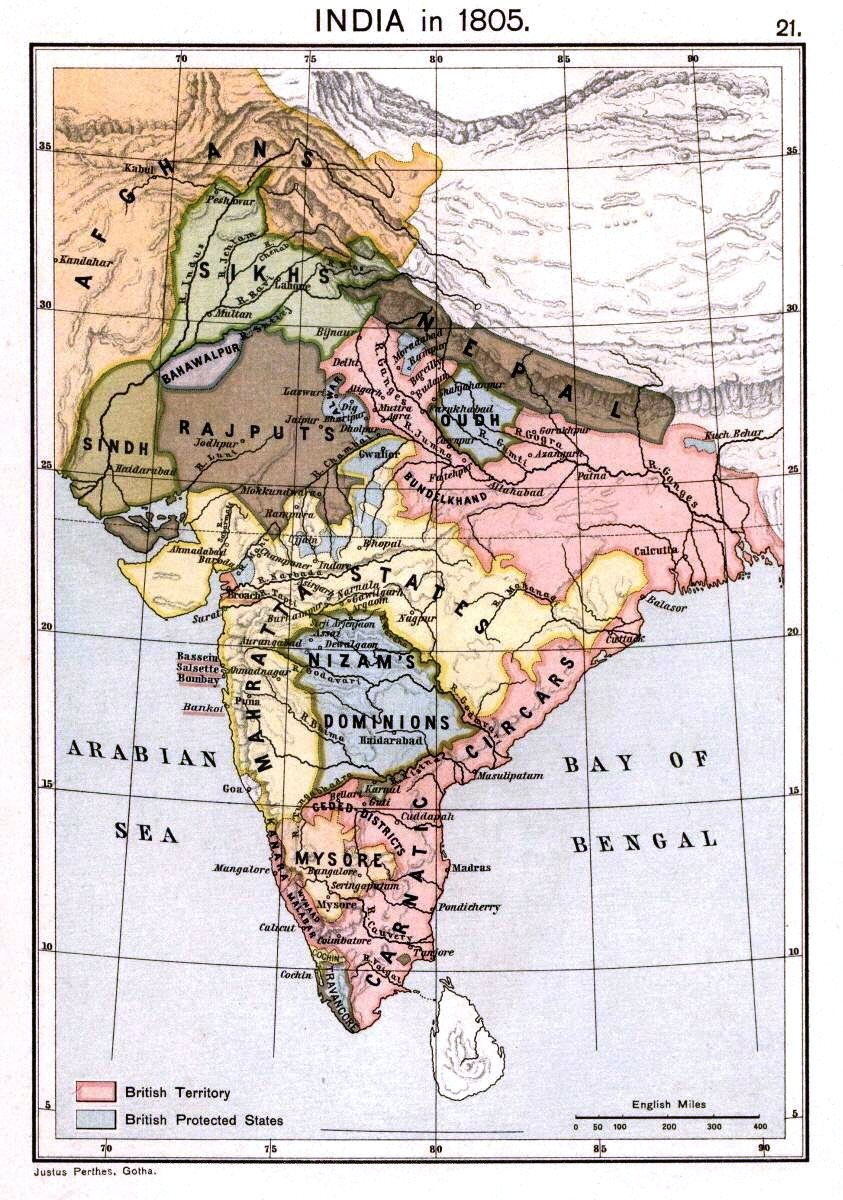
سلطان نشین میسور، نظام حیدرآباد، نواب کارناتیک، نواب عوض، نواب بنگال، نواب بوپال، سند و بهاوالپور هزاره‌های مسلمان در امپراتوری مغول بودند.

ایرانیان در امپراتوری گورکانی یکی از نژادهای اصلی بودند که ترک-مغولان حاکم بر امپراتوری گورکانی را پس از فتح شبه قاره هند و افغانستان همراهی کردند.
در تمام طول تاریخ فرمانروایی گورکانی، تعدادی از فن سالاران، دیوانسالاران، بازرگانان، دانشمندان، معماران، آموزگاران، شاعران، هنرمندان، متکلمان و صوفیان ایرانی در جای‌جای هند سکنی گزیدند.
نام مغول (نام دیگری برای امپراتوری گورکانی) مشتق شده از نام اصلی سرزمین تیموریان در استپ های آسیای میانه (ترکستان) پس از فتح به دستِ چنگیز خان است و از این رو به عنوان مغولستان شناخته می‌شود. اگر چه در اوایل مغول‌ها به زبان جغتایی نیز صحبت می‌کردند و برخی از شیوه‌های ترکی- مغولی خود را حفظ کرده بودند ولی اساساـ ایرانی سازی شده بودند و زبان و ادب فارسی و فرهنگ فرادست را به جنوب آسیا منتقل کردند و در نتیجه پایگاهی برای فرهنگ هندوایرانی و گسترش اسلام در آسیای جنوبی شد.

## مآثر الامرا
مآثر الامرا نوشته شاه نواز خان و پسرش، عبدالحی در سال ۱۷۸۰ میلادی است. این کتاب شامل شرح حال ۷۳۸ نفر از اشراف گورکانی است که حداقل ۱۹۸ یا ۲۶٫۸ درصد آن‌ها را ایرانیان تشکیل می‌دهند.

## علل مهاجرت
بسیاری از ایرانیان که تن به مهاجرت به جنوب آسیا می‌دادند به دنبال رشد و به دست آوردن موقعیت‌های بالا در دربار گورکانیان بودند. ایرانیان سنی که احساس تبعیض در حکومت شیعی صفویه می‌کردند، بسیاری از آنها را تشکیل می‌دادند و امپراتوری عمدتاً سنی گورکانی را به عنوان هدف مهاجرت برمی‌گزیدند. علاوه بر آن‌ها شورشیان و درباریانی که از دربار طرد شده بودند هم به امپراتوری گورکانی روی می‌آوردند. گورکانیان همچنین ترجیح می‌دادند که مسلمانان خارجی را استخدام کنند، چرا که آن‌ها نفع محلی نداشتند و فقط به پادشاه گورکانی وفادار بودند.

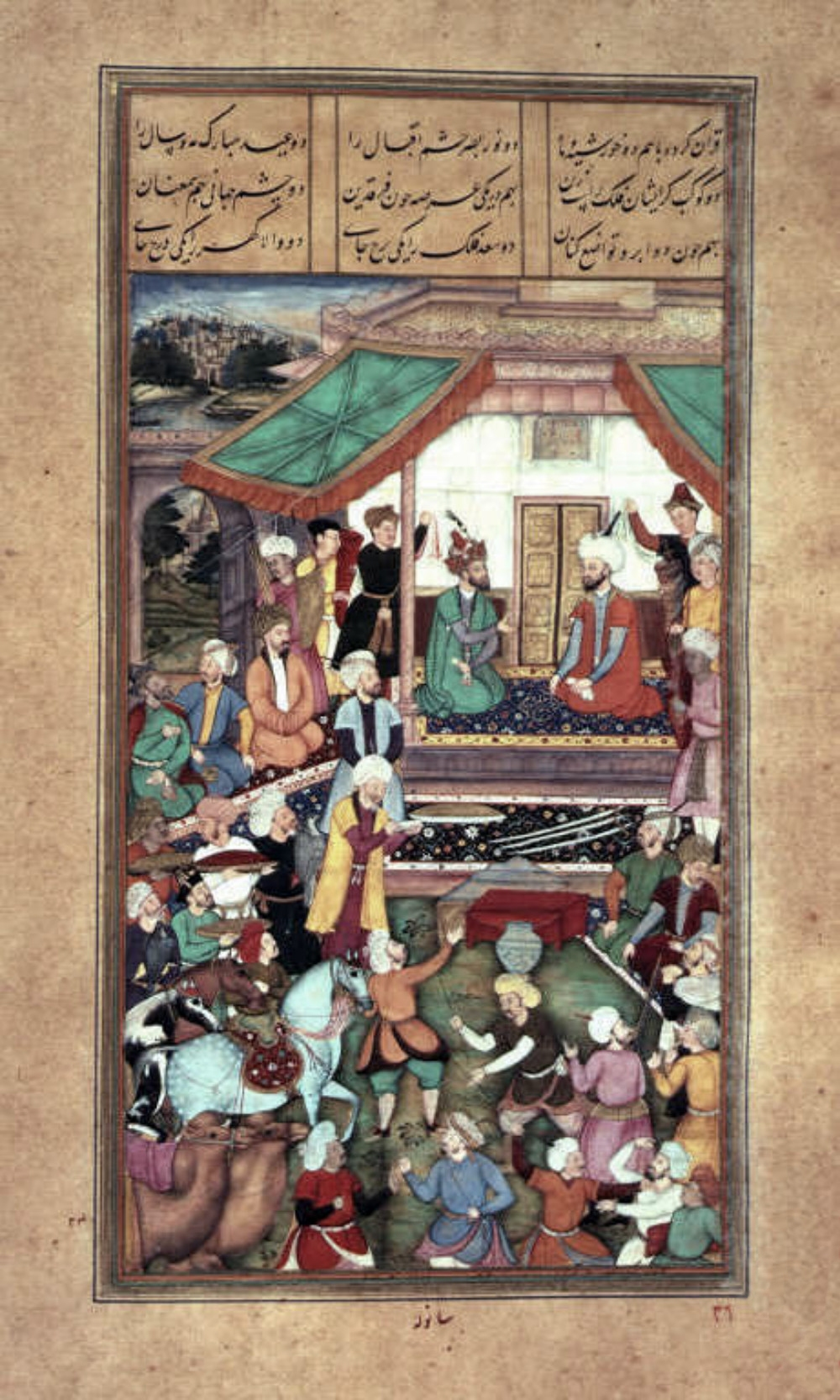
دیدار شاه طهماسب با همایون تبعید شده.

## قزلباش‌ها
سربازان و مقامات قزلباش در پاکستان امروزی در زمان بازگشت همایون از تبعید در ایران صفوی و بازسازی امپراتوری گورکانی، مستقر شدند. همایون شاه سرزمین‌های جنوب آسیایی را در جنگ با پشتون‌ها، شیر شاه سوری، از دست داده بود که با کمک ایرانیان بعد از ۱۵ سال در ۱۵۵۵ باز پس گرفت.